# Kleine Teufelsblume

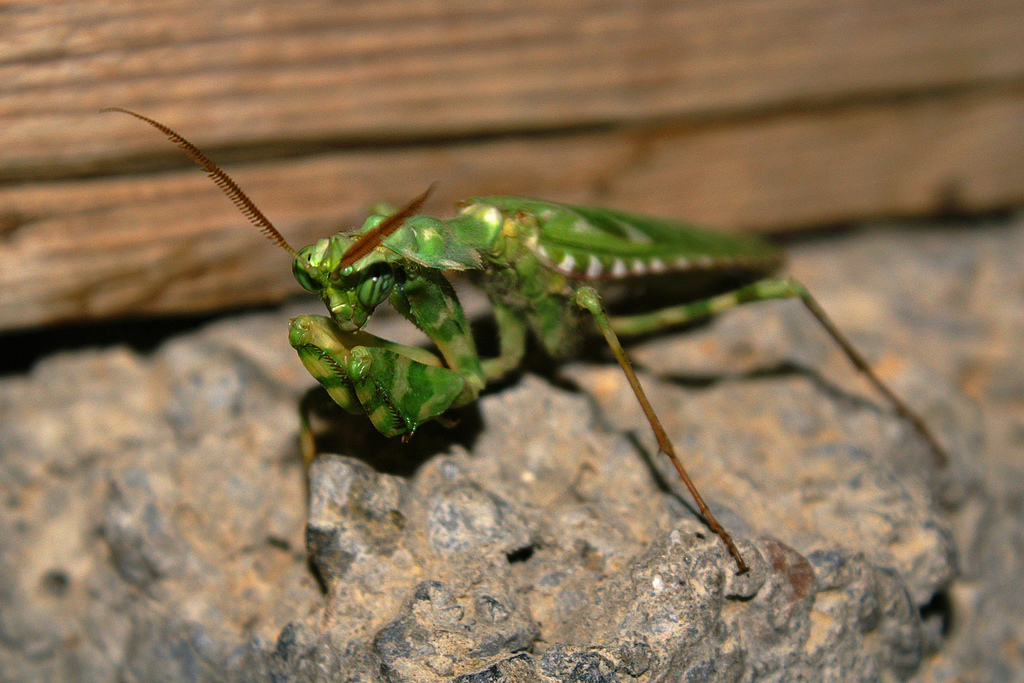
Kleine Teufelsblume, Vorderansicht

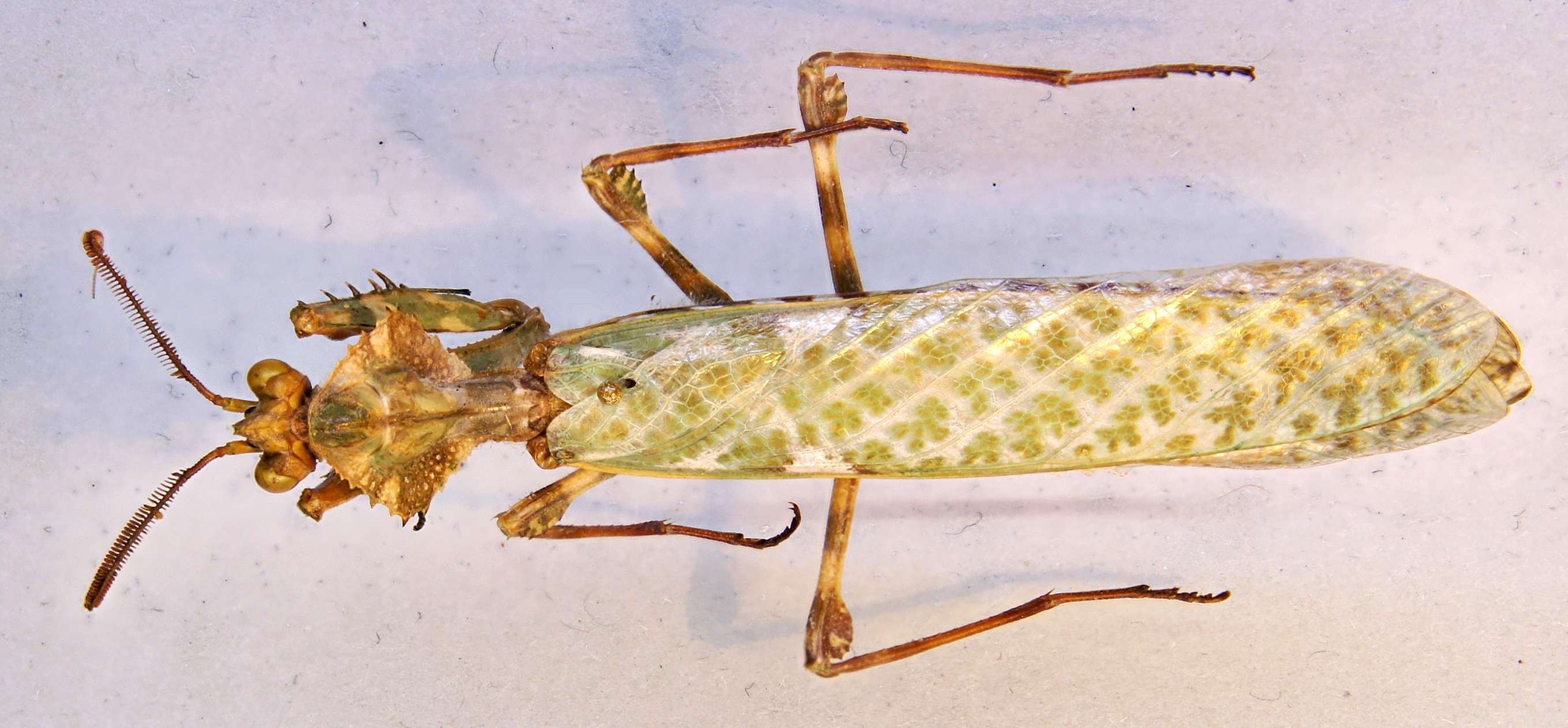
Blepharopsis mendica mendica in der Zoologischen Staatssammlung München

Die Kleine Teufelsblume (Blepharopsis mendica) ist eine Fangschrecke aus der Familie der Empusidae.
Sie ist die einzige Art der Gattung und in ihrem Verbreitungsgebiet, das von den Kanaren über die Sahelzone, Teile der Sahara und Ostafrika bis nach Vorder- und Südasien reicht, in vielen trockenwarmen Lebensräumen zu finden.

## Merkmale
Bei der Kleinen Teufelsblume erreichen beide Geschlechter eine Körperlänge von 52 bis 61 mm. Charakteristisch ist das rautenförmige, gezähnte Pronotum und die grünweiße oder braunweiße Streifung, die sowohl bei den Imagines als auch bei den Nymphen zu finden ist. Adulte Tiere lassen sich anhand der beim Weibchen einfach und bei den männlichen Tieren doppelt gekämmten Antennen unterscheiden. Schon bei den Nymphen ist die Geschlechtsbestimmung anhand der Anzahl der Abdominalanhänge möglich, welche sich an der Unterseite des Hinterleibs (Abdomen) befinden und von denen die Männchen eins mehr besitzen. Beide Geschlechter haben voll entwickelte ebenfalls meist grün und weiß gemusterte Flügel, mit denen sie gut fliegen können.

## Unterarten und Verbreitung
Von Blepharopsis mendica sind folgende zwei Unterarten anerkannt:
- Blepharopsis mendica mendica (Fabricius, 1775): Die Nominatform ist in Afghanistan, Ägypten, Algerien, Äthiopien, Israel, Jordanien, Libyen, Marokko, Mauretanien, Pakistan, Somalia, Tunesien, im Iran, Libanon, Niger, Oman, Sudan, Tschad, auf den Kanaren, in der Türkei und auf Zypern verbreitet.
- Blepharopsis mendica nuda Giglio-Tos, 1917: Diese zweite Unterart ist in Äthiopien, Arabien, Palästina, Somalia und im Jemen zu finden.

## Lebensweise und Fortpflanzung
Die Kleine Teufelsblume bevorzugt sonnige Stellen auf meist dornigen Sträuchern in trockenwarmen Gebieten. Etwa ein bis zwei Wochen nach der Adulthäutung beginnen sich die Tiere zu paaren. Die Kopulation dauert meist mehr als vier Stunden. Bei hohen Temperaturen wird schon wenige Tage später die erste Oothek abgelegt. Meist folgen alle vier bis sechs Tage weitere Ootheken. Insgesamt sind es oft sechs oder mehr. Nach durchschnittlich fünf bis sechs Wochen schlüpfen meist abends je Oothek 30 bis 80 hellbraune Nymphen mit auffällig schwarzen Augen. Je nach Temperatur häuten sich diese alle sechs bis neun Tage. Bei den von den Kanaren stammenden Tieren überwintern die älteren, dann meist schon subadulten Nymphen. Adulte Männchen werden bei Tagestemperaturen über 35 °C lediglich zwei, Weibchen ca. sechs Monate alt. Bei niedrigeren Temperaturen erhöht sich ihre Lebenserwartung.

## Haltung im Terrarium
Bei der Haltung dieser Fangschrecke im Terrarium sollte beachtet werden, dass sie wie im natürlichen Lebensraum, hohe Temperaturen von 30 bis 40 °C tagsüber bzw. mindestens 23 °C nachts benötigt und sehr lichthungrig ist. Die Terrariengröße für ein adultes Tier sollte mindestens 20 × 20 × 30 cm (Breite × Tiefe × Höhe) betragen. Da Männchen und Nymphen nicht übermäßig aggressiv sind, können sie bei genügend Platz und Futter auch in Gruppen gehalten werden. Die Rück- und Seitenwände sollten mit Kork oder ähnlichem Material beklebt sein, da Blepharopsis mendica wie alle Vertreter der Empusidae nicht an glatten Flächen wie Glas laufen kann. Als Nahrung kommen lebende Fluginsekten wie die Goldfliege in Betracht.